# FK Velež Mostar
El Fudbalski Klub Velež Mostar és un club bosni de futbol de la ciutat de Mostar.

## Història
El club va ser fundat el 26 de juny de 1922. És el successor del RŠK Velež. El seu nom es deu a una muntanya propera anomenada Velez, el nom de la qual provenia d'un antic déu eslau, anomenat Veles. El club va militar sempre a la primera divisió iugoslava, acabant sovint entre els 10 primers, tot i que mai assolí el títol de lliga. Fou el club més destacat d'Hercegovina a la lliga iugoslava.
Els seus aficionats, anomenats l'armada roja, són majoritàriament bosnis. El símbol del club és un estel vermell.

## Palmarès
- Copa Balcànica de clubs: 1 (1980/81)
- Copa iugoslava de futbol: 2 (1981, 1986)
- Copa bosniana de futbol: 1 (2022)

## Jugadors destacats
| - Dušan Bajević - Franjo Vladić - Enver Marić - Semir Tuce | - Muhamed Mujić - Vahid Halilhodžić - Blaž Slišković | - Džemal Hadžiabdić - Momčilo Vukoje - Sead Kajtaz |